# Diogmites superbus
Diogmites superbus là một loài ruồi trong họ Asilidae. Diogmites superbus được Carrera miêu tả năm 1953. Loài này phân bố ở vùng Tân nhiệt đới.